# MOJO (distribuidora digital)
MOJO es una compañía de distribución digital argentina fundada en 2014 por Tomás Talarico, con sede en la ciudad de Buenos Aires. Durante su trayectoria en el mercado ha trabajado con artistas y bandas en una gran diversidad de géneros como cumbia, trap, reguetón, hip hop, el freestyle, R&B y dancehall.

## Historia
MOJO fue fundada en el año 2014 por el músico y emprendedor Tomás Talarico, con el objetivo de promocionar mediante medios digitales artistas en variedad de géneros, especialmente de cumbia y música urbana. La compañía se encarga de gestionar, distribuir y monetizar los contenidos de sus artistas en las tiendas digitales y en populares plataformas en línea como Spotify y YouTube, donde cuenta con 150 canales que producen alrededor de 300 millones de reproducciones al mes. En la actualidad se encuentran afiliados a MOJO artistas y agrupaciones de cumbia como Rodrigo Tapari, La Kuppé, Román el Original, Mario Luis, Rocío Quiroz, Chili Fernández, Uriel Lozano, Mala Fama y Meta Guacha, y de música urbana como Papichamp, Ecko, Dozer y De la Calle, entre otros.
MOJO ha establecido relación comercial con las compañías discográficas SerTV, Garra Records, Rey Producciones, Kpos Music, Álex Producciones y Flow Remix de Argentina; Tierra de Fuego, Sinusoide y Cactus Music de Chile y Codiscos de Colombia. Justamente con la compañía colombiana, MOJO acordó un joint venture en el marco de la feria internacional Bogotá Music Market en septiembre de 2019. El mismo año firmó un acuerdo de coedición con Warner Chapell, sumando así el servicio editorial. 
Actualmente MOJO multiplicó su presencia en el mercado trasandino, en el año 2020 ha firmado con artistas de la movida tropical chilena como Paula Rivas, Erik Berrios, Combo con Clase, Sonora Palacios, La Sonora de Tommy Rey, Amerika'n Sound, Los Perros Chatos, Caro Molina y con Naranja Records, entre otros. También junto a CASAPARLANTE formó una alianza que constituye un plan de trabajo que no solo se limita a la distribución digital, sino que se trata de un proyecto integral y estratégico de crecimiento y expansión regional en conjunto.

## Artistas
- Ecko
- Papichamp
- Roman El Original
- Rodrigo Tapari
- Mario Luis
- RepliK
- Chili Fernández
- Dozer
- Uriel Lozano
- La Kuppé
- Mala Fama
- Rocío Quiroz
- La Roca Callejera
- El Pepo
- Mozthaza
- De La Calle
- Karen Britos
- Diego Ríos
- Paula Rivas
- Erick Berríos
- Sergio Torres
- Marcos Castelló
- Maxi Tolosa
- Caro Molina
- Lore y Roque Me Gusta
- Emus Dj
- Griimpa
- Mak Donal
- Verónica Ávila
- Delsole
- Walter Encina
- Azul Carrizo
- G Sony
- El Traidor y Los Pibes
- Ezequiel y La Clave
- Gastón Angrisani
- Grupo Hechizo
- Sonora Palacios
- Amerikan Sound
- Los Reales Del Valle
- Rancheros De Rio Maule
- Combo Con Clase
- La Sonora de Tommy Rey
- Los Hermanos Bustos
- Pipo y sus Genniale's

## Premios y reconocimientos
A continuación se mencionan los premios y nominaciones obtenidas por artistas afiliados a MOJO.

### Premios Gardel
| Año  | Artista o agrupación             | Categoría                              | Título                                | Resultado |
| ---- | -------------------------------- | -------------------------------------- | ------------------------------------- | --------- |
| 2013 | Karina                           | Mejor álbum artista tropical femenina  | Tiempo de cambio                      | Ganadora  |
| 2013 | Dalila                           | Mejor álbum artista tropical femenina  | En vivo en Bs.                        | Nominada  |
| 2013 | Jackita                          | Mejor álbum artista tropical femenina  | La única                              | Nominada  |
| 2013 | Sebastián Mendoza                | Mejor artista masculino tropical       | A la orilla del tiempo                | Ganador   |
| 2013 | Uriel Lozano                     | Mejor artista masculino tropical       | En vivo en Bs. As.                    | Nominado  |
| 2013 | Daniel Cardozo                   | Mejor artista masculino tropical       | Homenaje                              | Nominado  |
| 2013 | Los Wawancó                      | Mejor álbum grupo tropical             | Al son de los Wawancó                 | Ganador   |
| 2013 | Nico Mattioli y la Banda de León | Mejor álbum nuevo artista tropical     | Una carta al cielo                    | Ganador   |
| 2014 | Rocío Quiroz                     | Mejor álbum artista tropical femenina  | De mi barrio con pasión               | Nominada  |
| 2014 | La Banda al Rojo Vivo            | Mejor álbum grupo de cuarteto          | En vivo 15 años                       | Nominada  |
| 2015 | Jackita                          | Mejor álbum artista tropical femenina  | Cumbiera no se hace, cumbiera se nace | Nominada  |
| 2015 | Nolberto Al K La                 | Mejor álbum artista masculino tropical | El arte de vivir                      | Ganador   |
| 2016 | Grupo Sombras                    | Mejor álbum grupo tropical             | 37 años de historias                  | Nominado  |
| 2016 | Rocío Quiroz                     | Mejor álbum artista tropical femenina  | De mi barrio con pasión               | Ganadora  |
| 2016 | Laura Mattioli                   | Mejor álbum artista tropical femenina  | Nuevos caminos                        | Nominada  |
| 2016 | El Pepo                          | Mejor artista masculino tropical       | Libre                                 | Nominado  |
| 2017 | El Pepo                          | Mejor artista masculino tropical       | Cumbia Peposa                         | Nominado  |
| 2017 | Azul                             | Mejor álbum nuevo artista tropical     | La dama del acordeón                  | Nominada  |
| 2018 | El Pepo                          | Mejor álbum artista tropical masculino | Pasión de multitudes                  | Nominado  |
| 2018 | Antonio Ríos                     | Mejor álbum artista tropical masculino | Éxitos de oro                         | Nominado  |
| 2018 | La Doble V                       | Mejor álbum nuevo artista tropical     | Que la cuenten como quieran           | Nominada  |
| 2018 | Karen Britos                     | Mejor álbum nuevo artista tropical     | Música del alma                       | Ganadora  |
| 2018 | Rocío Quiroz                     | Mejor álbum artista tropical femenina  | Sobreviviendo                         | Nominada  |
| 2019 | Rodrigo Tapari                   | Mejor álbum artista tropical masculino | Íntimo                                | Nominado  |
| 2019 | Rocío Quiroz                     | Mejor álbum artista tropical femenina  | La voz de los barrios                 | Ganadora  |
| 2019 | Mario Luis                       | Mejor álbum artista tropical masculino | Mario Luis                            | Nominado  |
| 2019 | Roberto Édgar Volcán             | Mejor álbum grupo tropical             | La vuelta                             | Nominado  |
| 2019 | La Banda al Rojo Vivo            | Mejor álbum artista cuarteto           | 20 años                               | Nominada  |
| 2019 | Nolberto Al K La                 | Mejor álbum artista cuarteto           | Éxitos de oro                         | Nominado  |
| 2020 | Roberto Edgar Volcán             | Mejor álbum artista tropical           | Cada Paso                             | Nominado  |
| 2020 | Juanjo Piedrabuena               | Mejor álbum artista tropical           | Libre                                 | Nominado  |
| 2020 | La Banda Al Rojo Vivo            | Mejor álbum grupo cuarteto             | Amor Eterno                           | Nominada  |
| 2020 | Nolberto Al K La                 | Mejor álbum artista cuarteto           | Esto Recién Comienza                  | Nominado  |
| 2020 | El Dipy                          | Mejor álbum artista tropical           | El Peor De Todos                      | Nominado  |
| 2020 | Superband                        | Mejor álbum grupo cuarteto             | 2020                                  | Nominada  |
| 2020 | Rodrigo Tapari                   | Mejor álbum artista tropical           | Es Tan Grande Este Amor               | Nominado  |

Referencias: